# Лагерстрёмия индийская
Лагерстрёмия инди́йская, или индийская сирень (лат. Lagerstroemia indica) — вид растений из рода Лагерстрёмия.

## Описание вида
Цветки крупные, белого, розового, малинового или пурпурного цвета, собраны в соцветия. Листья овальные, в длину 4-8 см, сверху темно-зелёные, снизу светло-зелёные. Плод — округлая коробочка с 6 семенами.
Растение достигает в открытом грунте 10 м в высоту.
Лагерстрёмия индийская также часто неверно называется «индийской сиренью», хотя настоящая сирень и лагерстрёмия относятся не только к разным семействам, но и порядкам. Несмотря на название, родиной растения является Китай.
|                                                            |  |  |  |
| Соцветие, листья, плоды и древесина лагерстрёмии индийской |  |  |  |

## Применение
Декоративное растение, используется в оформлении парков и оранжерей. Экстракт лагерстрёмии индийской используется в косметических целях.